# Heinrich Ost
Heinrich Hermann Ost (* 11. März 1935 in Oelde; † 28. Dezember 2020 in München) war ein deutscher Lyriker und Erzähler.

## Leben
Heinrich Ost wuchs in Westfalen auf. Er studierte in Freiburg im Breisgau und in München Philosophie, Altphilologie und Kunstgeschichte. Von 1963 bis 1966 war er für die Münchner Verlage Piper und Szczesny als Lektor tätig. Längere Zeit lebte er in der Schweiz. Er forschte und lehrte zu Pestalozzi, unter anderem in Zürich und Yverdon-les-Bains. Von 1992 bis 2000 war er Lehrbeauftragter an der Universität Innsbruck.
Seine literarischen Tätigkeiten waren vielfältig. Er schrieb Lyrik und Prosa, übersetzte mit Alexander Kaempfe unter anderem Joseph Brodsky, verfasste mit Selma Urfer für die ARD das Drehbuch zu Der unwürdige Liebhaber (1980), verfasste Rundfunkreportagen für den WDR sowie Kunstkritiken beim SDR und den Text für das 1977 in der Kunsthalle Nürnberg uraufgeführte Musiktheaterstück Santuperanos mit der Musik von Burkhard Rempe und Wulf Konold. Seine Texte finden sich in Zeitschriften und Anthologien, zum Beispiel im „Jahrbuch der Bayerischen Akademie der Schönen Künste“ (1974). In seinem 1999 in der Reihe „Philosophie“ erschienenen Buch Pestalozzi der Unbrauchbare setzte er sich unter anderem mit dessen Hauptwerk „Meine Nachforschungen über den Gang der Natur in der Entwicklung des Menschengeschlechts“ auseinander.
Ost lebte als freier Autor in München.

## Veröffentlichungen

### Eigene Werke
- Wind wäre angenehm. Gedichte. Mit 4 Original-Linolschnitten von Oskar Sommer, Eremiten-Presse, Stierstadt im Taunus, Schloss Sanssouris 1960
- Zwischen den großen Straßen. Entwicklung einer münsterländischen Bauerschaft. Oelde 1969
- Bevölkerte Schatten. Zaludnione cienie. Gedichte von Heinrich Ost. Tuschzeichnungen und Mischtechniken von Leon Jończyk. Hrsg. und mit einem Nachw. von Yolanda Klesen. Ins Polnische übersetzt von Leon Jończyk. Kunstpodium, München 1975
- Der Anachoret oder die Vergeßlichkeit der Regierung. Edition Löwenzahn. Innsbruck 1994, ISBN 3-900521-38-7
- Pestalozzi der Unbrauchbare. Passagen-Verlag, Wien 1999, ISBN 3-85165-341-6
- In Trümmern Spiegelglas. Gedichte. Mit Linolschnitten von Zoppe Voskuhl. Corvinus Presse, Berlin 2009, ISBN 978-3-910172-68-5
- Über den Flüssen. Gedichte. Mit Grafiken von Zoppe Voskuhl. Corvinus Presse, Berlin 2012, ISBN 978-3-942280-17-4

### Übersetzungen
zusammen mit Alexander Kaempfe
- Jossif Brodskij: Ausgewählte Gedichte. Bechtle, Esslingen am Neckar 1966

Einige Gedichte in:
- Joseph Brodsky: Haltestelle in der Wüste – Gedichte. Russisch und deutsch. Bibliothek Suhrkamp 1997, ISBN 978-3-518-22266-9
- Joseph Brodsky: Brief in die Oase. Hundert Gedichte. Hanser, München 2006

## Belege
1. ↑  Traueranzeige in der Süddeutschen Zeitung

| Personendaten    | Personendaten                              |
| ---------------- | ------------------------------------------ |
| NAME             | Ost, Heinrich                              |
| ALTERNATIVNAMEN  | Ost, Heinrich Hermann (vollständiger Name) |
| KURZBESCHREIBUNG | deutscher Lyriker und Erzähler             |
| GEBURTSDATUM     | 11. März 1935                              |
| GEBURTSORT       | Oelde                                      |
| STERBEDATUM      | 28. Dezember 2020                          |
| STERBEORT        | München                                    |